# Superpuchar Francji w koszykówce mężczyzn
Puchar Francji w koszykówce mężczyzn (fra. Match des Champions) – superpuchar Francji w koszykówce mężczyzn, spotkanie rozgrywane cykliczne, na początku każdego sezonu francuskiej ligi koszykarskiej LNB Pro A, między mistrzem ligi, a zdobywcą pucharu Francji.

## Rezultaty
| Sezon | Zwycięzca                | Wynik      | Pokonany       | Lokalizacja          | MVP                | Przyp. |
| ----- | ------------------------ | ---------- | -------------- | -------------------- | ------------------ | ------ |
| 2005  | BCM Gravelines-Dunkerque | 88–71      | SIG            | Gravelines           | bd                 | [ 1 ]  |
| 2006  | JDA Dijon                | 70–69      | Le Mans Sarthe | Dijon                | bd                 | [ 1 ]  |
| 2007  | Pau-Orthez               | 79–74      | Chorale Roanne | Pau                  | bd                 | [ 1 ]  |
| 2008  | SLUC Nancy               | 76–73      | ASVEL          | Nancy                | bd                 | [ 1 ]  |
| 2009  | ASVEL                    | 76–54      | Le Mans Sarthe | Angers               | bd                 | [ 2 ]  |
| 2010  | Cholet                   | 85–79 (OT) | Orléans Loiret | Cholet               | Fabien Causeur     | [ 3 ]  |
| 2011  | SLUC Nancy               | 89–83      | Élan Chalon    | Nancy                | Nicolas Batum      | [ 1 ]  |
| 2012  | Limoges CSP              | 78–76      | Élan Chalon    | Paryż                | Jean-Michel Mipoka | [ 4 ]  |
| 2013  | Paris-Levallois          | 81–72      | JSF Nanterre   | Mouilleron-le-Captif | Nicolas Lang       | [ 5 ]  |
| 2014  | JSF Nanterre             | 70–54      | CSP Limoges    | Rouen                | Kyle Weems         | [ 6 ]  |
| 2015  | SIG                      | 86–59      | CSP Limoges    | Lyon                 | Rodrigue Beaubois  |        |
| 2016  | ASVEL                    | 75–71      | Le Mans Sarthe | Mouilleron-le-Captif | Adrian Uter        |        |
| 2017  | Nanterre 92              | 95–69      | Élan Chalon    | Mouilleron-le-Captif | Terran Petteway    | [ 7 ]  |

## Występy według klubu
| Klub                     | Zwycięstwa | Zwycięskie lata |
| ------------------------ | ---------- | --------------- |
| SLUC Nancy               | 2          | 2008, 2011      |
| Nanterre 92              | 2          | 2014, 2017      |
| ASVEL                    | 2          | 2009, 2016      |
| BCM Gravelines-Dunkerque | 1          | 2005            |
| JDA Dijon                | 1          | 2006            |
| Pau-Lacq-Orthez          | 1          | 2007            |
| Cholet                   | 1          | 2010            |
| CSP Limoges              | 1          | 2012            |
| Levallois Metropolitans  | 1          | 2013            |
| SIG                      | 1          | 2015            |